# Wspólnota administracyjna Tauberbischofsheim
Wspólnota administracyjna Tauberbischofsheim – wspólnota administracyjna (niem. Vereinbarte Verwaltungsgemeinschaft) w Niemczech, w kraju związkowym Badenia-Wirtembergia, w rejencji Stuttgart, w regionie Heilbronn-Franken, w powiecie Main-Tauber. Siedziba wspólnoty znajduje się w mieście Tauberbischofsheim, przewodniczącym jej jest Wolfgang Vockel.
Wspólnota administracyjna zrzesza jedno miasto i trzy gminy wiejskie:
- Großrinderfeld, 4 053 mieszkańców, 56,28 km²
- Königheim, 3 153 mieszkańców, 61,23 km²
- Tauberbischofsheim, 13 101 mieszkańców, 69,31 km²
- Werbach, 3 478 mieszkańców, 43,18 km²